# 伊師折顎蟹
伊師折顎蟹（学名：Ptychognathus ishii）为方蟹科折顎蟹屬下的一个种。